# Torvblomflugor
Torvblomflugor (Sericomyia) är ett släkte i familjen blomflugor. 

## Kännetecken
Torvblomflugorna är storvuxna blomflugor, mellan 12 och 17 millimeter långa. De är svarta med gula, oftast avbrutna band på bakkroppen. De ger därmed ett getinglikt intryck (se mimikry). Antennerna är korta med ett fjäderlikt antennborst. På vingarnas framkant finns ett orangegult så kallat vingmärke.

## Levnadssätt
Torvblomflugorna lever främst i fuktiga miljöer som stränder, myrar och mossar men de vuxna flugorna kan också ses på blommor i torra miljöer. Larverna lever i vatten och har, liksom närstående släkten i tribus Eristalini, ett långt svansliknande andningsrör. Larverna brukar därför kallas för råttsvanslarver.

## Utbredning
Det finns drygt 20 arter i släktet i världen. Tio av arterna har nordamerikansk utbredning. Sex arter finns i Europa varav fem i Norden och Sverige.

## Systematik

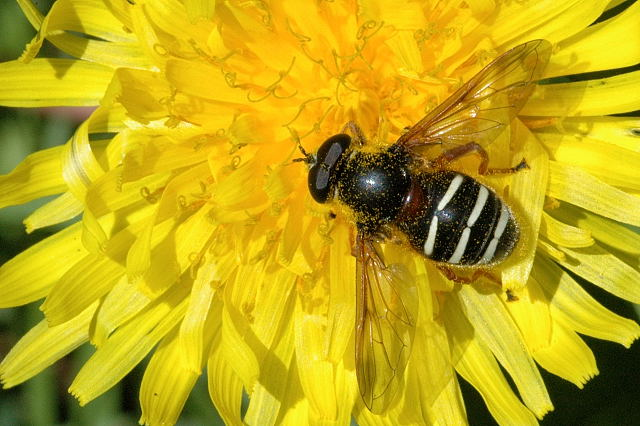
Lapptorvblomfluga (S. lappona)

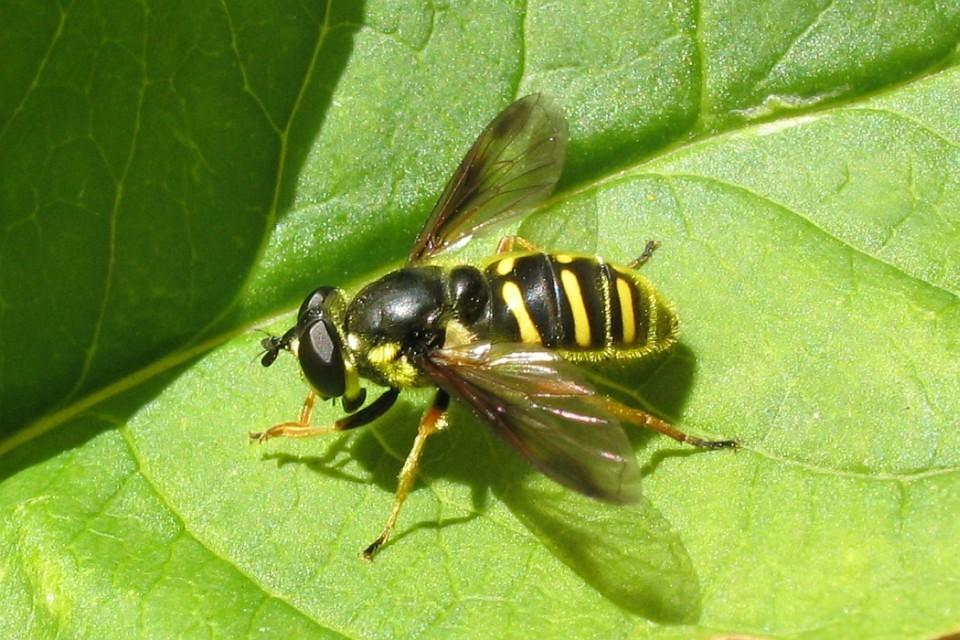
Sericomyia chrysotoxoides från Nordamerika

### Arter iNorden
- Arktisk torvblomfluga S. arctica (Schirmer, 1913)
- Polartorvblomfluga S. jakutica (Stackelberg ,1927)
- Lapptorvblomfluga S. lappona (Linnaeus, 1758)
- Svart torvblomfluga S. nigra (Portschinsky, 1873)
- Ljungtorvblomfluga S. silentis (Harris, 1776)

### Övriga arter (urval)
Nedan följer ett urval med arter i släktet.
- S. bifasciata Williston, 1887
- S. carolinensis (Metcalf, 1917)
- S. chalcopyga Loew, 1863
- S. chrysotoxoides Macquart, 1842
- S. dux (Stackelberg, 1930)
- S. flagrans (Osten Sacken, 1875)
- S. harveyi (Osburn, 1908)
- S. hispanica Peris Torres, 1962
- S. lata (Coquillett, 1907)
- S. militaris Walker, 1849
- S. sachalinica Stackelberg, 1926
- S. sexfasciata Walker, 1849
- S. slossonae Curran, 1934
- S. tolli (Frey, 1915)
- S. transversa (Osburn, 1926)

## Etymologi
Sericomyia betyder silkesfluga på grekiska.